# Eigil Sørensen
Eigil Sørensen (nascido em 24 de junho de 1948) é ex-ciclista de estrada dinamarquês, um dos atletas que representou a Dinamarca nos Jogos Olímpicos de 1972, em Munique, onde competiu na estrada individual, não conseguindo completar a prova.